# Castillo de Chinchilla de Montearagón

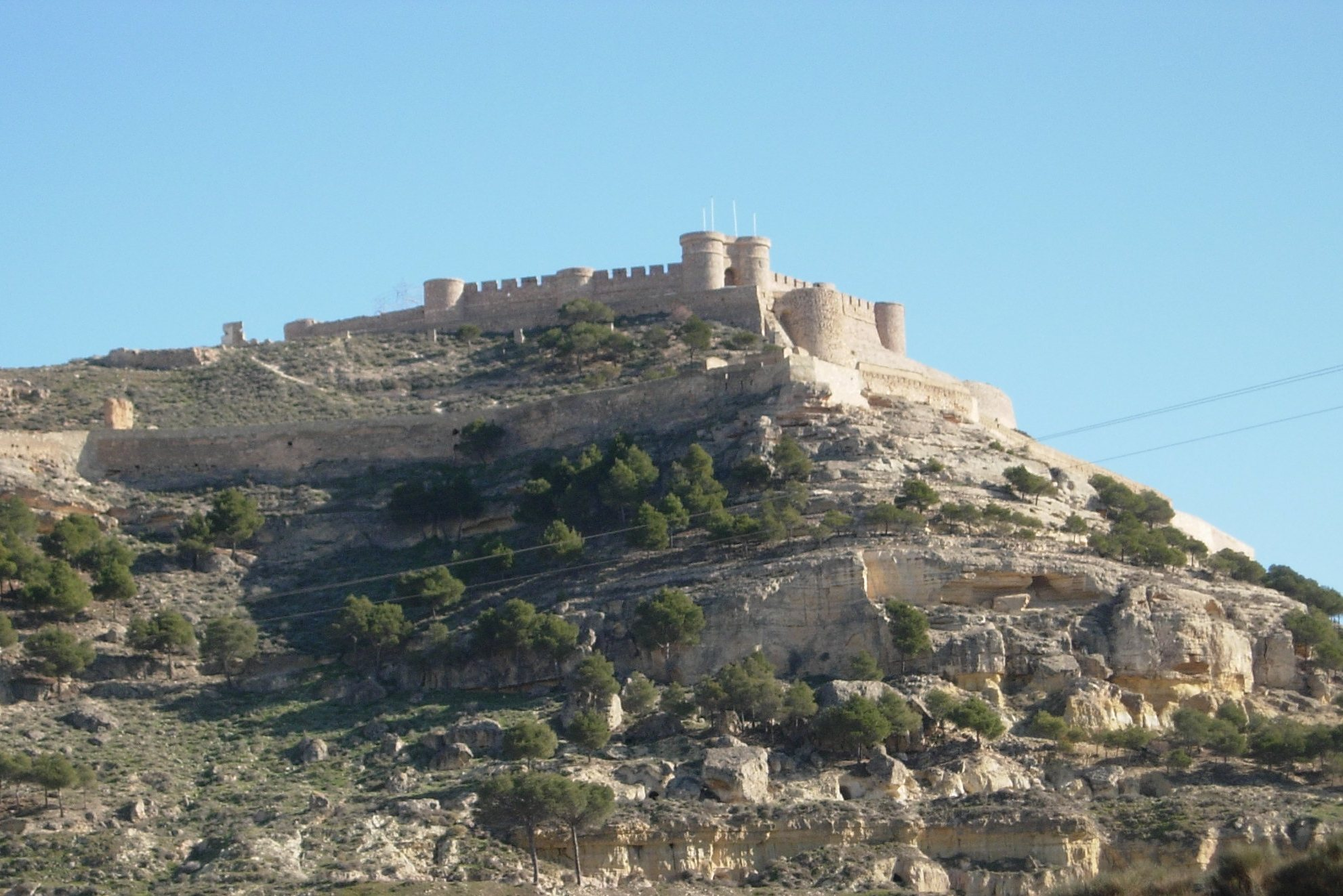
Burg von Chinchilla de Montearagón

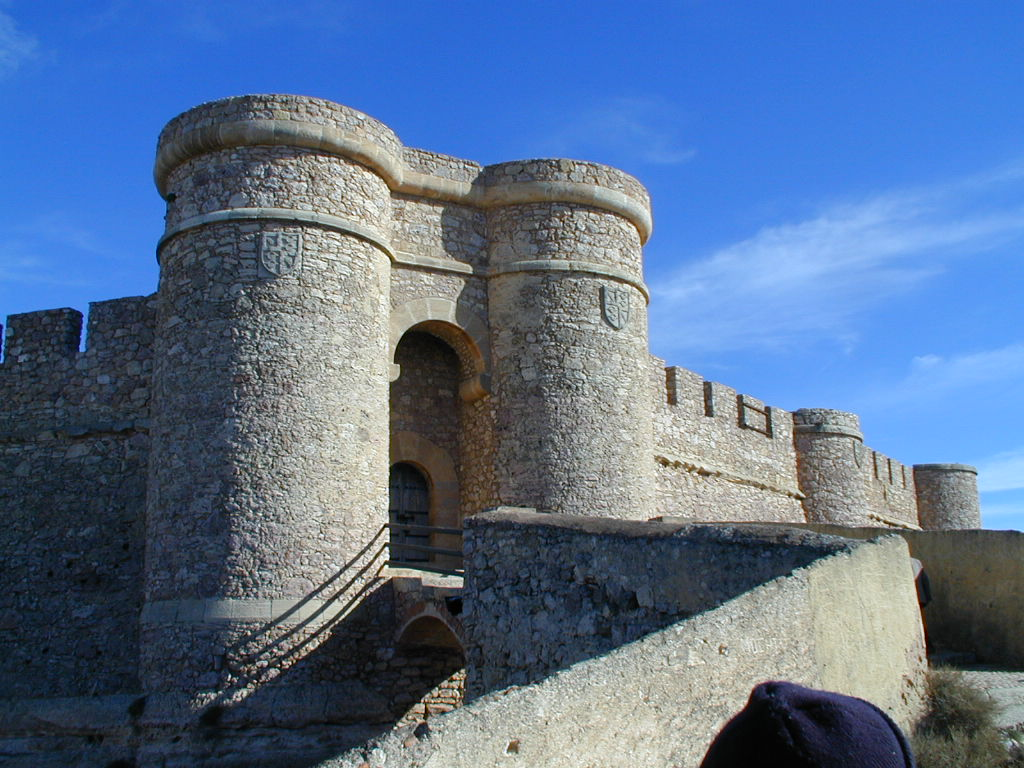
Hauptzugang zur Burg

Das Castillo de Chinchilla de Montearagón ist eine im 15. Jahrhundert errichtete Burg (castillo) am Ortsrand von Chinchilla de Montearagón, einer Gemeinde rund 270 Kilometer südöstlich von Madrid in der spanischen Provinz Albacete der Autonomen Region Castilla-La Mancha. Die Burg thront auf einem steilen Felsen über dem Ort und ist ein geschütztes Baudenkmal.

## Geschichte
Bereits zur Zeit der Mauren stand auf dem weithin sichtbaren Felsen eine Burg. Nach der Rückeroberung wurde sie im Jahr 1449 von Juan Pacheco, Marqués de Villena, gekauft und in der Folgezeit umgebaut. Cesare Borgia war einige Zeit (vermutlich 1504/05) als Gefangener auf der Burg, die später mehrere Jahrhunderte lang als Gefängnis diente. Im Rahmen der Napoleonischen Kriege wurde der Bergfried (torre del homenaje) im Jahr 1812 von Artilleriegeschossen getroffen.

## Architektur
Heute sind noch Reste der äußeren Festungsmauer und des aus dem Felsgestein herausgehauenen Wassergrabens sowie die gut erhaltene  zinnenbewehrten innere Mauer mit ihren halbrunden Wehrtürmen und den beiden Toren Diablos und Tiradores zu sehen.